# Lockheed P-38 Lightning
Il Lockheed P-38J Lightning (lett. "Fulmine" in inglese) era un caccia pesante bimotore statunitense a largo raggio d'azione, impiegato durante la seconda guerra mondiale dalla RAF e dagli Stati Uniti (AAC/AAF). Alla sua apparizione, nel 1939, era un aereo rivoluzionario, estremamente innovativo, grazie soprattutto alla fusoliera bitrave, ai due motori a V Allison con turbocompressori all'interno delle travi di coda e al carrello d'atterraggio a triciclo anteriore. Il pilota sedeva in un ampio abitacolo con ottima visibilità, ma la cabina di pilotaggio risultava torrida d'estate e gelida ad alta quota in qualsiasi stagione e a ogni latitudine. L'aereo era molto stabile grazie ai due motori che, girando in senso contrario, annullavano la tendenza ad imbardare, tipica dei caccia ad elica monomotore, anche se i propulsori Allison erano delicati e scarsamente affidabili.
L'aereo volò alla fine degli anni trenta e un esemplare andò perduto perché in picchiata arrivò a superare gli 840 km/h, andando in un regime di compressibilità da alto numero di Mach per via della sua finezza; tale problema, che comportava la perdita di efficacia dei comandi di volo, fu riscontrato anche su altri velivoli (ad es. sul P-47). 
Nel 1939, sorvolò gli Stati Uniti da costa a costa, in appena 7 ore e 2 minuti con due sole soste per il rifornimento, una prestazione che a quei tempi aveva dell'incredibile. 
Il P-38 fu probabilmente il caccia più silenzioso della storia, dato che gli scarichi erano smorzati dai turbo della General Electric dei due motori Allison, e perdonava molti errori di pilotaggio, ma la sua velocità di rollio era troppo bassa perché potesse eccellere come caccia da duelli aerei. Ne vennero prodotti, in totale, 9.942 esemplari. 
Curiosamente, questo moderno e potente caccia ad elica divenne l'ultima vittima abbattuta da un biplano da caccia - un Fiat C.R.42 italiano - nella storia.

## Storia

### Sviluppo
Nel febbraio 1937, l'Army Air Corps degli Stati Uniti, emise una specifica per un caccia da scorta, nonché intercettore a lungo raggio, in grado di raggiungere i 580 km/h ad una quota di 6.096 metri, per un'ora. La Lockheed, che non aveva mai costruito un caccia militare, propose un caccia rivoluzionario, con molte soluzioni tecniche innovative. 
Il concetto di base fu quello di costruire "meno aereo possibile attorno al più potente motore possibile". E il P-38 (chiamato dai nazisti Der Gabelschwanz Teufel, "diavolo dalla coda biforcuta"), in effetti, pur essendo una macchina molto pesante e grande in termini di dimensioni, risultava estremamente snella ed "essenziale". 
Le principali innovazioni riguardavano, oltre i motori con turbocompressori GEC, gli ipersostentatori (di tipo Fowler) e gli scambiatori di calore nei bordi d'entrata delle ali, mentre i radiatori di raffreddamento erano collocati nelle travi di coda. In una piccola gondola centrale c'erano l'abitacolo e l'armamento (un cannone Madsen da 23 mm e quattro mitragliatrici Browning, sistemati davanti al pilota).
Il Lightning aveva un'ardita struttura a "doppia trave" per la fusoliera e un'ala, che era trapezoidale allungata. I piani di coda verticali erano doppi e collegati tra di loro da un unico piano orizzontale.
Un prototipo durante le prime prove di rullaggio, si schiantò ai bordi della pista mentre due settimane dopo, il primo volo, effettuato al Mitchell Field nello stato di New York, finì con un incidente che distrusse completamente il velivolo.
Ma dopo la trasvolata record “coast-to-coast”, nonostante le perplessità dei piloti da caccia (abituati ai monomotori), e i dubbi legati al massiccio impiego di nuove tecnologie e ai costi elevati, i generali dell'Air Force lasciarono cadere ogni dubbio sul rivoluzionario caccia e così fu avviata la costruzione di una prima serie. 
Nel 1941 era pronto il primo di 13 YP-38, armati con un cannone Oldsmobile da 37 mm, due mitragliatrici da 12,7 e altre due da 7,62 mm. Nella seconda serie di 20 esemplari, realizzata nella fabbrica Lockheed di Burbank, le due mitragliatrici con calibro da fucile vennero sostituite da altre due 12,7 e venne aggiunta una blindatura. La successiva versione “D” venne dotata di serbatoi autosigillanti.
L'affidabilità del motore Allison lasciò tuttavia sempre a desiderare, specie in climi molto freddi. Il pilota aveva a disposizione un abitacolo spazioso e con un'ottima visibilità tutt'intorno, ma era anche in difficoltà per il freddo che era costretto a sopportare (l'aereo in Europa era noto come "vagone frigo"). Anteriormente aveva solo il vetro blindato e la batteria delle armi, e se la mancanza del motore favoriva la visibilità, certamente non aiutava a tenere abbastanza caldo l'abitacolo.
I carichi esterni venivano sistemati sotto le ali, mentre i serbatoi erano alloggiati nelle semiali interne. Le prestazioni, nonostante il crescere della potenza dei motori Allison, rimasero assai stabili perché anche il peso aumentava. Con il tempo l'aereo divenne talmente specializzato nel bombardamento tattico che alcuni modelli portavano addirittura un secondo uomo d'equipaggio per eseguire il puntamento, allo scopo di guidare il bombardamento delle formazioni di bombardieri a quote più elevate.

### Impiego operativo

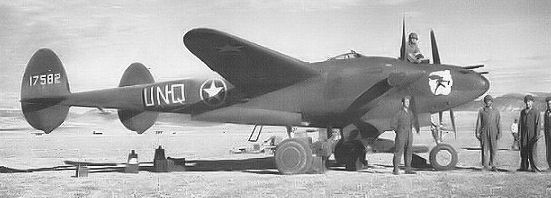
Un P-38F Schierato in Nord Africa

L'aereo era già in servizio all'entrata in guerra degli Stati Uniti. Pochi minuti dopo la dichiarazione di guerra agli Stati Uniti, il 7 dicembre 1941, un P-38 abbatté un Focke-Wulf Fw 200C-4 al largo dell'Islanda.
Presto trovò impiego sia nel teatro del Pacifico che in quello europeo. I primi modelli impiegati furono i P-38E per la difesa metropolitana, ma gli esemplari della versione P-38F erano i veri modelli iniziali di riferimento, grazie alla loro velocità di 630 km/h, un cannone da 20 mm e 4 mitragliatrici M2 aeronautiche (i precedenti modelli avevano un cannone Colt da 37 mm, due M2 più 2 Mg leggere). 
Nel marzo 1940, la “Commissione Britannica per la valutazione e l'acquisto delle armi” (British Purchasing Commission) ordinò 143 P-38 versione “D”, ma con cannone da 20 mm al posto di quello di calibro superiore e maggiore quantità di munizioni trasportate. Il Dipartimento di Stato, però, proibì l'esportazione dei motori Allison F2. Questa serie, allora, denominata Lightning I, fu equipaggiata con propulsori C 15 che, oltre a non avere il turbocompressore, invece di avere rotazione sinistrorsa e destrorsa, ruotavano entrambi verso destra. La RAF giudicò questi aerei “deludenti” e li rifiutò.
I Lightning servirono anche come traino per gli alianti, furono dotati di pattini per operare da basi innevate, vennero impiegati come aerei-ambulanza (trasportavano due barelle con protezioni). Alcuni esemplari effettuarono moltissime missioni ECM, per contromisure.

#### Fronte del Pacifico
La guerra contro i giapponesi vide il Lightning subito in prima linea, e le grandi distanze del teatro operativo ne esaltarono ben presto le qualità, come anche la relativa affidabilità di avere due motori invece che uno.
Contro i caccia giapponesi, "il diavolo a due code" faceva valere soprattutto le sue prestazioni e il suo armamento, visto che comunque la sua maneggevolezza, eccezionale per un apparecchio bimotore, non era all'altezza dei leggerissimi e agilissimi Zero e Hayabusa.
Grazie ai serbatoi ausiliari, il 18 aprile 1943 sedici P-38 del 339th Fighter Squadron, del primo modello veramente soddisfacente, il "G", furono protagonisti di una famosa azione, abbattendo l'aereo dell'ammiraglio Yamamoto dopo un volo di 890 km dalla base di Guadalcanal. L'abbattimento fu possibile grazie alle intercettazioni e decrittazioni delle comunicazioni radio giapponesi e fu eseguito da 16 P-38 su Bougainville; gli americani ritennero per molti anni di aver abbattuto 4 aerei giapponesi (3 bombardieri e un caccia), mentre in realtà distrussero solo i 2 Mitsubishi G4M "Betty" dello staff di Yamamoto ma ne persero uno. Anche su chi abbatté Yamamoto sorsero molte polemiche tra i piloti (Thomas "Tex" Lamphier, a cui fu assegnato l'abbattimento e Barber); ad ogni modo i giapponesi subirono un durissimo colpo psicologico e persero uno dei loro migliori ufficiali, che aveva progettato l'attacco di Pearl Harbor.
Altre azioni furono portate a termine contro installazioni e aerei giapponesi, soprattutto nelle zone insulari e peninsulari, dove si verificarono i combattimenti più accaniti.
I più accreditati assi dell'USAAF furono Thomas McGuire e Richard Bong, entrambi piloti di P-38 nel Pacifico (38 e 40 vittorie). McGuire rimase vittima di uno stallo quando, nella foga di ingaggiare un caccia giapponese, strinse troppo la virata con la macchina appesantita dai serbatoi subalari, cadendo prima in stallo e finendo quindi in mare.

#### Nord Africa e Mediterraneo
Successivamente i P-38 parteciparono in quantità sempre maggiori alla campagna nel Mar Mediterraneo e in Europa, in modelli via via migliorati da innumerevoli modifiche (il migliore fu il P-38J, ma fu disponibile solo dal 1944), pare oltre 20.000 tra maggiori e secondarie.
Gli esordi dei Lightning nel teatro operativo del Mediterraneo, in occasione dell'Operazione Torch, non furono invero incoraggianti. L'impatto con la realtà operativa fu molto duro per i piloti americani, ancora inesperti, e il confronto con la caccia dell'Asse, costituita da veterani agguerriti, si rivelò traumatico. Quando i P-38 alla fine si scontrarono con i caccia tedeschi, subirono pesanti perdite. il 5 dicembre 1942, in Tunisia, sei Lightning vennero abbattuti (insieme con 5 Spitfire della RAF) senza ottenere alcuna vittoria. Tredici giorni dopo, il 18 dicembre, sempre in Tunisia, il II.JG/51 fece precipitare altri cinque P-38 senza subire alcuna perdita. Ed, ancora, l'8 gennaio 1943, i Fighter Groups 1st e 82nd persero otto P-38 senza riuscire nemmeno a danneggiare un singolo caccia nemico.
Kurt Buehligen, il terzo asso tedesco sul fronte occidentale, per numero di aerei abbattuti, con 112 vittorie, ricordava:
 “I P-38 erano facili da incendiare. Una volta in Africa noi eravamo sei ed incontrammo otto P-38 e ne abbattemmo sette. Uno vede a grande distanza in Africa e i nostri osservatori e quelli della contraerea ci comunicarono l'avvistamento e noi raggiungemmo una maggiore altezza per primi e loro erano bassi e lenti.” 
 La relativa vulnerabilità e la facilità al prendere fuoco erano dovute al fatto che la macchina, robusta ma molto complessa, aveva una sovrabbondanza di circuiti elettrici che ne saturavano l'interno. 
L'errore maggiore per i piloti americani, successivamente evitato, era di accettare il combattimento manovrato con monomotori agili e potenti quali i Macchi 202 e 205 o i Messerschmitt 109 e i Focke-Wulf 190, decisamente più agili del P-38. Le caratteristiche del Lightning si prestavano ottimamente alla scorta prolungata dei bombardieri, mentre il suo potente armamento aveva effetti devastanti negli attacchi a bassa quota contro truppe ed apprestamenti nemici. La schiacciante superiorità numerica delle forze aeree alleate e l'acquisizione di sempre maggiore esperienza di combattimento ridusse progressivamente il numero delle perdite, anche se entro il gennaio del 1943 un reparto come il 14th Fighter Group, forte inizialmente di 60 macchine e 54 piloti, era rimasto con 7 aerei e aveva perso 32 uomini.
Le battaglie aeree continuarono a schiacciare gli italo-tedeschi in una condizione di inferiorità alla lunga insostenibile. Fu in questo momento che i Lightning ottennero i maggiori successi, attaccando anche le navi e gli aeroconvogli da trasporto che cercavano di rifornire la Tunisia. Un attacco da manuale per una macchina come il P-38 era un affondo da quota superiore ad alta velocità, sfruttando la potenza del proprio armamento sui vulnerabili aerei da trasporto e la brillante accelerazione per sottrarsi alla reazione della scorta. Così accadde in più occasioni, come nell'aprile del 1943 quando, in un solo passaggio, i Lightning distrussero 10 Savoia-Marchetti (su 20) di un aeroconvoglio.
Ma a quote medio-basse, nel combattimento manovrato, soffriva contro caccia monomotori agili e veloci. Il 9 luglio 1943, sei Macchi intercettarono un gruppo di venti P-38 dell'USAAF (e P-40 della RAF) abbattendone sei con nessuna perdita.
In un'altra battaglia vicino alla Sardegna, gli italiani con Macchi M.C.202 e 205 dissero d'aver abbattuto 12 P-38, ma in realtà gli americani, che erano 12, non riportarono perdite e dichiararono complessivamente 3 aerei nemici, almeno uno dei quali corrispondeva alla perdita confessata degli italiani.

#### Fronte europeo

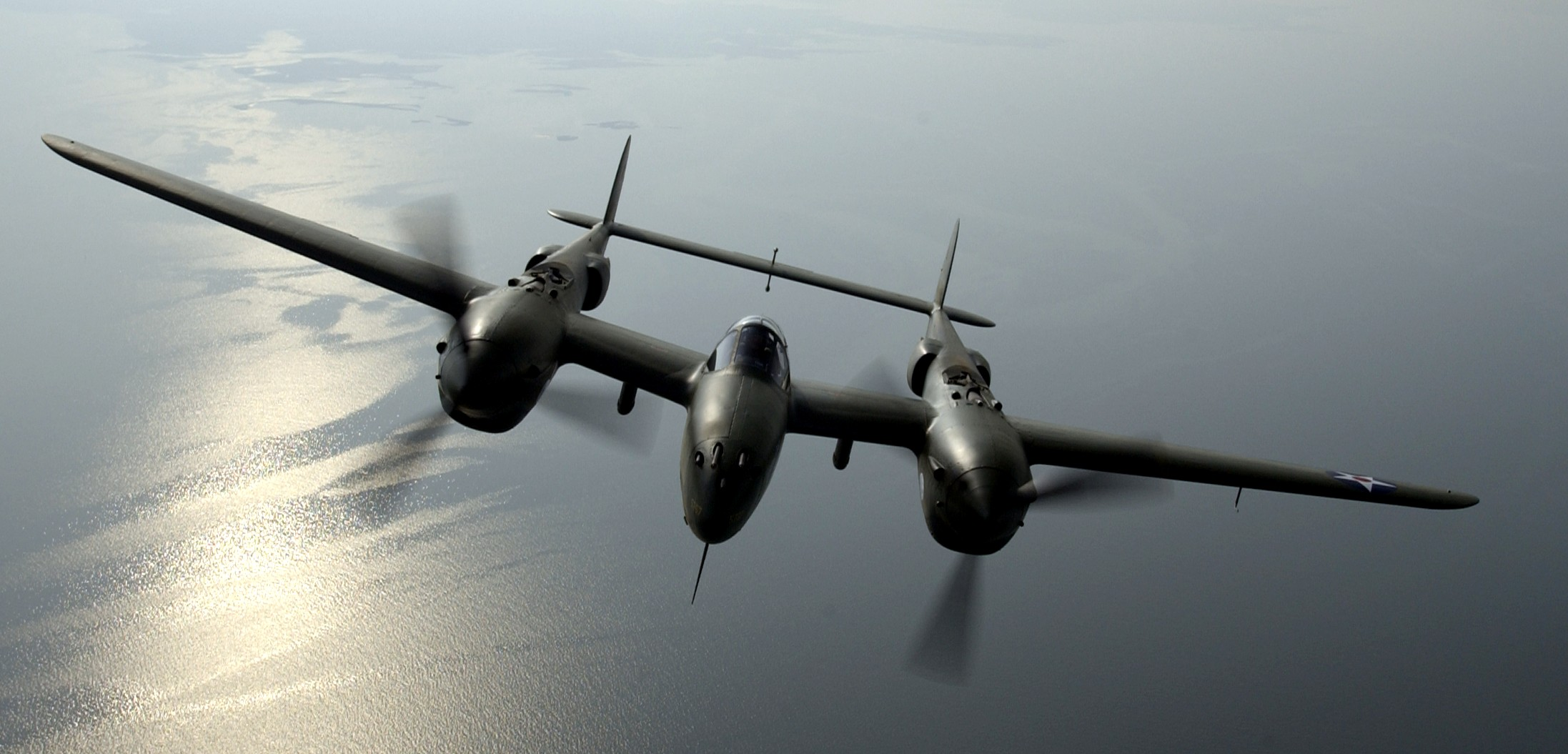
Il P-38 "Glacier Girl" in volo nel 2004

I P-38 si unirono subito agli Spitfire nelle missioni di scorta dei primi raid delle Fortezze Volanti sull'Europa, ma questo grande bimotore da caccia rivelò presto gli stessi difetti che aveva palesato il Messerschmitt Bf 110 nel 1940, quando doveva affrontare i caccia monomotore.
Contro i caccia tedeschi, il P-38 non poteva vantare una superiorità di prestazioni e per giunta era inferiore in maneggevolezza.
Le missioni di ogni genere, su Ploiești in (Romania) e quelle sulla Francia e l'Italia furono comunque combattute dai groups su queste macchine, riportando successi ma subendo spesso gravi perdite.
Soprattutto se a bassa quota e contro monoplani, più agili, anche se meno potenti e meno armati, i P-38 soffrirono pesantissime perdite. Il mattino del 10 giugno 1944, 36 P-38 Lightnings dell'82nd Fighter Group, che trasportavano una bomba ciascuno, scortati da altri 39 P-38 del 1st e 82nd FG, attaccarono Ploiești. I caccia tedeschi del I./JG 53 e del 2./JG 77, insieme con i caccia monomotori rumeni IAR 81C del Grupul 6 della FARR ( Fortele Aeriene Regale Romana), decollarono per intercettare l'ondata dei bimotori americani. Il combattimento si svolse tra il livello del suolo e i 2.000 metri. Gli agili caccia rumeni ebbero facilmente la meglio sui più potenti ma meno maneggevoli P-38. L'USAAF perse 23 aerei, il numero esatto dichiarato dal Grupul 8, anche se la Luftwaffe e la contraerea ottennero dei successi. Gli americani rivendicarono anch'essi l'abbattimento di 23 aerei nemici. I rumeni tuttavia quel giorno persero soltanto un caccia, e una singola perdita fu registrata anche dalla Luftwaffe. Dal 10 giugno 1944 in poi gli americani non inviarono più i Lightnings senza scorta sulla Romania.

Dopo altri disastrosi raid di B-17 scortati da P-38 (e P-47), nel 1944, Jimmy Doolittle, capo della forza aerea dell'Ottava armata, andò al centro sperimentale di Farnborough chiedendo di valutare il P-38 (e P-47 e Mustang). Il pilota collaudatore Capt. Eric Brown, CBE, DSC, AFC, RN, Chief Naval Test Pilot presso il RAE (Royal Air Establishment) Farnborough, nel 1944-1949, e ufficiale in comando del Captured Enemy Aircraft Flight (Sezione Aerei Nemici Catturati) nel 1947-1949, ricordò: 
 
"Noi, testando dei Bf 109 e Fw 190, incidentati, che avevamo rimesso in sesto, avevamo scoperto che questi caccia nemici potevano combattere fino a una velocità di Mach 0.75, tre quarti della velocità del suono. Provammo il Lightning e scoprimmo che non poteva volare in combattimento a velocità superiori di Mach 0.68. Così, era inutile. Dicemmo a Doolittle che poteva andare bene per fare foto-ricognizione e che doveva essere ritirato da servizi di scorta. E la cosa buffa era che gli americani avevano grandi difficoltà a rendersi conto di questo perché i due loro assi con il maggior numero di aerei abbattuti, in Estremo Oriente pilotavano proprio dei Lightning."
I P-38 vennero usati sia come aerei scorta che come bombardieri leggeri su obiettivi tattici e strategici. In un'azione del 1944 sugli stabilimenti di raffinazione di petrolio di Ploiești, 72 aerei su 224 andarono persi contro danni ridotti agli obiettivi al suolo e alcune vittorie ottenute in aria. Il piano era quello di verificare se l'impiego di cacciabombardieri potesse essere valido nel sostituire i bombardieri pesanti, rivelatisi troppo vulnerabili alle accanite difese aeree della zona (vitale per il petrolio di cui potevano disporre i tedeschi, con le sue 5 raffinerie). Si decise che la cosa non conveniva perché vennero registrate troppe perdite per pochi danni. Ma va detto che quella fu forse la prima azione di attacco strategico eseguita con i cacciabombardieri piuttosto che con macchine "pesanti", e la cosa non rimase senza seguito nei 60 anni successivi.
In un'altra missione, il celebre Antoine de Saint-Exupéry scomparve mentre eseguiva un volo sul mediterraneo con un F-5, il modello da ricognizione del P-38. Essendo una macchina con grandi livelli di autonomia e prestazioni in quota, l'F-5 poteva volare sopra i 12.000 metri e inoltrarsi addirittura in missioni solitarie sulla Germania. Solo il Supermarine Spitfire e il de Havilland Mosquito da ricognizione erano capaci di tanto, anche se lo Spitfire non poteva vantare altrettanta autonomia.
La migliore versione del P-38, il modello J, era un possente aereo in molti aspetti grazie ai motori migliorati e ad un sistema di servocomandi per i duelli manovrati. Anche i problemi di affidabilità che affliggevano, nel clima freddo europeo, i motori dell'aereo e che limitarono molto la sua attività, erano ormai alle spalle. Tale versione del P-38 fu disponibile nella primavera del 1944.
Tuttavia, il Lightning scivolò lentamente nell'ombra dei P-51 Mustang e P-47 Thunderbolt, sia come caccia da superiorità aerea che come caccia di scorta. Il P-38L divenne così quasi un bombardiere leggero grazie a 1814 kg di armi, oltre ai 150 colpi da 20 mm e ai 2000 da 12,7 mm, sistemate come sempre nel solo muso per fornire una potenza di fuoco molto concentrata.
Complessivamente, di tale costosa e sofisticata macchina furono prodotti circa 10.000 esemplari, con motori tra i 1300 e 1600 hp, nei modelli principali F, G, H, J, L e F-5, e, assieme al Mustang e al P-47, fu il principale caccia dell'USAAF della guerra, con il primo volo nel 1939, e l'ultimo consegnato nel 1945, ovvero uno dei pochissimi aerei prodotti dal primo all'ultimo giorno della guerra.
Come molti altri, anche questo aeroplano nel dopoguerra militò nell'Aeronautica Militare Italiana, per lo più per sostituire gli Spitfire e i P-39 ormai logorati dal lungo servizio bellico.

#### L'ultimo aereo abbattuto da un biplano
Durante gli ultimi mesi della Seconda guerra mondiale, un P-38 in servizio in Europa fu l'ultimo aereo abbattuto da un biplano da caccia nella storia. L'8 febbraio 1945, dieci Fiat C.R.42 dell'unità tedesca NSGr 7, dirette ad attaccare forze partigiane, vennero intercettati ad alcune miglia a sud est della loro base di Agram-Gorica, in Croazia, dai P-38 del 14th FG. Durante la battaglia aerea che ne conseguì, il NSGr7 perse quattro CR.42LW. Tre furono abbattuti dai caccia della Lockheed e uno dal fuoco da terra. Ma anche il 14th subì delle perdite, durante questa missione: due Lightning non tornarono alla base. Uno sconosciuto pilota tedesco rivendicò l'abbattimento di un P-38: si trattava dell'ultima vittoria aerea ad opera di un biplano da caccia nella storia.

#### Il P-38 nella Regia Aeronautica e poi nell'AMI
Il primo Lightning venne in possesso degli italiani nel 1943, giunto per sbaglio in Sardegna dopo un errore di navigazione. Il velivolo venne provato in volo contro gli altri tipi italiani (ma non se ne conoscono gli esiti) e poi usato in azioni belliche. E qui un "confronto" sembra possibile.
Se infatti un Macchi M.C.205 (o forse M.C.202), che attaccò assieme al P-38 dei quadrimotori, non ottenne risultati, il Lightning distrusse invece un B-24. I tedeschi avevano abbattuto altri 2 bombardieri con dei P-38 catturati, e questo contribuì a generare una vera "psicosi" da parte dei mitraglieri, che causò secondo alcune fonti l'abbattimento anche di un P-38 americano, il quale, in difficoltà e con la radio fuori uso, nell'avvicinarsi ai bombardieri per averne protezione finì invece abbattuto. Non c'è dubbio che il Lightning fosse una macchina temuta e temibile, che non lasciava molto tempo ai mitraglieri per un'eventuale reazione.

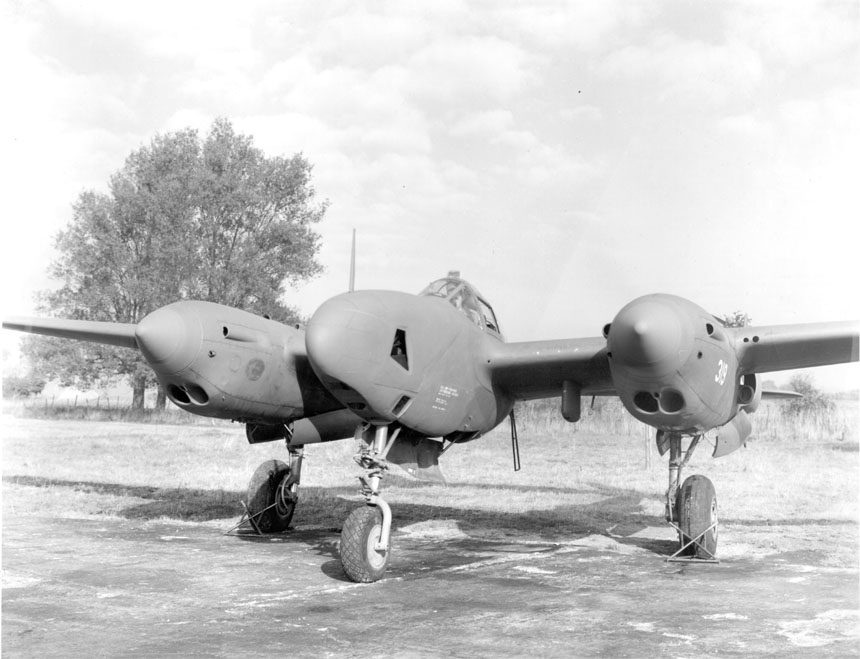
Un F-5 da ricognizione: nel muso sono installate le fotocamere e non le armi

In seguito, del P-38 italiano non si seppe più nulla, travolto anch'esso dalle vicende dell'armistizio.
Nel dopoguerra, invece, il P-38 (analogamente agli altri componenti della classica "triade" dei caccia USA, che comprendeva anche i P-51 e i P-47) venne usato in larga misura dalla neo-costituita Aeronautica Militare Italiana, dal momento che gli italiani ottennero un centinaio di esemplari ex-USAAF. Questi vennero ceduti dagli americani "nelle condizioni in cui si trovavano", e così dovettero essere revisionati, al ritmo di appena un esemplare al mese. Il tutto, iniziato nel 1946, si concluse solo nel 1952. Gli aerei erano prevalentemente del modello L e vennero usati come intercettori, ma soprattutto in missioni di ricognizione sui Balcani, causando anche incidenti di rilievo, specialmente con la Jugoslavia. La radiazione avvenne nel 1956. Non è vero che l'impiego prevalente dei P-38 dell'AMI sia stato quello di ricognitore. Le missioni "ferret" dei nostri P-38 sono state in numero limitato e non hanno causato incidenti di sorta con la Jugoslavia, il P-38 del 3º stormo MM4175, non un ricognitore, è atterrato in Jugoslavia per esaurimento del carburante causato da disorientamento del pilota. Si è molto favoleggiato della fine di un pilota di P-38, il cap. Oskar Schilke: durante un volo in formazione con altri velivoli simili il suo aereo scomparve alla vista dei colleghi, data l'origine istriana del pilota e l'assenza per anni di sue notizie, era stata ipotizzata una defezione. In realtà l'aereo era precipitato in Albania per un probabile malore del pilota e solo nel 1960 le spoglie del pilota vennero restituite ai suoi famigliari.
I "super caccia" P-38 erano necessari per sostituire macchine obsolete come i P-39, ma erano molto logori, specialmente i motori, e troppo pesanti per le abitudini degli aviatori italiani, che certamente non gradivano nemmeno il volantino al posto della cloche. Il caccia ebbe problemi con i suoi ormai molto logorati motori Allison, che causarono oltre 30 incidenti gravi, e con l'alta velocità d'atterraggio e il carrello triciclo, che ne causarono altri.
In generale, l'acquisizione di tali macchine da parte dell'AMI venne fatta davvero con troppo ritardo per il valore residuo dei velivoli, i quali causarono forse più problemi di quanti ne risolsero. Il modello ricognitore F-5, invece, fu certamente utile contro le nazioni balcaniche, generalmente incapaci di intercettare un velivolo d'alta quota di queste capacità.
Nessun P-38 italiano (a dire il vero, anche le macchine straniere non hanno avuto molta fortuna) è sopravvissuto agli incidenti e alla rottamazione dei superstiti apparecchi: le 6 tonnellate di leghe d'alluminio e d'acciaio speciale erano un ottimo affare per l'economia italiana del dopoguerra.

## Versioni principali

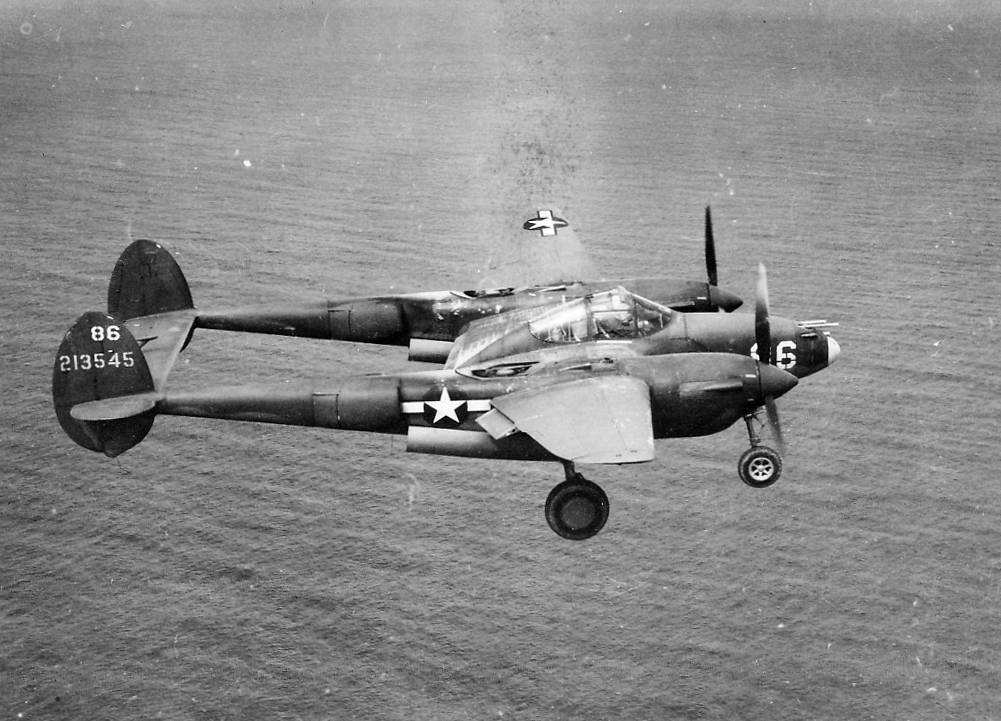
Un Lockheed P-38G

- P-38E (model 222-62-09): primo importante modello operativo e anche il primo a partecipare a combattimenti aerei (sia pure limitati). Aveva il cannone Hispano-Suiza nel modello di costruzione americana, l'M1 da 20 mm (150 colpi) al posto dell'M9 calibro 37 (solo 15 colpi) prima impiegato e, nel corso della produzione, ebbe anche nuove eliche e piccoli miglioramenti in generale. Solo 210 esemplari vennero prodotti. Dal 1943 furono tolti da ogni impiego in prima linea.
- P-38F (model 222-60-09): modello ulteriormente migliorato, con una produzione di 527 esemplari, di cui 150 destinati alla RAF (che non ne ebbe una buona impressione); il velivolo ebbe miglioramenti durante la produzione grazie ad ipersostentatori di tipo Fowler e motori V-1710-49 da 1.325 hp. Fu la prima versione realmente significativa ad entrare in servizio, ma era ancora assai limitata, specialmente negli esemplari destinati alla RAF. In questi ultimi i compressori erano stati rimossi (dato che il loro progetto era coperto da segreto militare e si temeva che degli aerei abbattuti avrebbero potuto cadere in mano dei tedeschi), compromettendo seriamente le prestazioni dei motori, tanto che gli aerei così modificati vennero ribattezzati "castrated Lightning".
- P-38G (model 322-68): rispetto al precedente, aveva un nuovo impianto dell'ossigeno e motori V-1710-55 da 1.150 hp ma a ben 8.100 metri, e nel corso della produzione venne ulteriormente migliorato. Alcuni esemplari vennero usati dalla RAF, provenienti dai Block 13 e 15, come Lightning Mk II.
- P-38H (model 422-81-20): questa potente versione aveva motori V-1710-89/91 da 1.425 hp al decollo e 1.240 a 7.630 metri, agganci per 1430 kg di carichi esterni e aggiornamenti secondari.
- P-38J (model 422-81-14): ulteriore, ennesimo aggiornamento alla struttura base, che nei suoi sottomodelli block 5 aveva aumentato il carburante, nel block 10 aggiungeva il blindovetro piatto e finalmente nel block 25 montava gli alettoni servocomandati per incrementare le capacità di combattimento manovrato, come anche gli aerofreni nelle ali. La versione "drop snoot" aveva il muso modificato per un puntatore, in modo da incrementare la precisione dei bombardamenti tattici (l'aereo guidava le squadriglie di cacciabombardieri).
- P-38L (model 422-87-23): il Lightning "definitivo" aveva motori V-1710-111 da 1.475 hp al decollo e a 9.150 m, 1.600 in emergenza. Erano disponibili carichi bellici di vario genere, inclusi razzi da 127 mm, in quanto era a quel punto usato prevalentemente come bombardiere tattico. Il carico bellico era ora di 1814 kg ed esisteva la versione "drop snoot" guida-formazioni.
- F-5 B/E/F/G: derivazioni per la ricognizione, basate sulla versione J o, in seguito, L. Oltre 500 esemplari costruiti solo del modello E. Equipaggiati con 4-6 camere K-17 e K-22.

## Utilizzatori

### Militari
Australia
- Royal Australian Air Force

La RAAF ricevette cinque P-38F-4-1-LO dal 31 agosto 1942 che ricevettero la designazione locale type A55. Questi esemplari vennero utilizzati in missioni di fotoricognizione sul fronte, tre assegnati alla No. 1 Photo Reconnaissance Unit RAAF e i due restanti ad un reparto da caccia, il No. 75 Squadron RAAF. Il primo ad entrare in servizio nella RAAF, A55-1 (41-2158), fu anche l'ultimo ad essere ritirato, il 1º settembre 1944, a causa di un incidente.
 Repubblica di Cina
- Chung-Hua Min-Kuo K'ung-Chün

la Repubblica di Cina ottenne 15 esemplari tra P-38J and P-38L e, al termine della seconda guerra mondiale, operò con le versioni F-5E e F-5G da fotoricognizione.
 Rep. Dominicana
 Francia
- Armée de l'air
  - Groupe de Reconnaissance 2/33

operò con la versione F-5G da ricognizione aerea.
 Francia libera

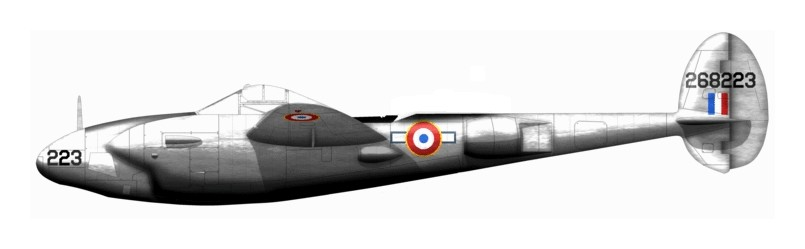
Lockheed F-5 Lightning, FAFL, aviatore Antoine de Saint-Exupéry, 1944

- Forces aériennes françaises libres
  - Group 2/23

operò con la versione F-5A
 Germania
- Luftwaffe

Zirkus Rosarius utilizzò alcuni esemplari catturati.
 Honduras
- Fuerza Aérea Hondureña

operò con 12 esemplari dopo il termine della seconda guerra mondiale.
 Italia
- Regia Aeronautica
- Italian Co-Belligerent Air Force
  - 3º Aerobrigata RT
  - 4º Aerobrigata

 Italia
- Aeronautica Militare
  - 3º Stormo
  - 4º Stormo

 Portogallo
- Arma da Aeronáutica Militar

la componente aerea dell'esercito, che nel periodo costituiva la forza aerea del Portogallo, operò con due esemplari requisiti dopo che questi, violando lo spazio aereo nazionale durante un viaggio di trasferimento dall'Inghilterra all'Algeria, furono intercettati e costretti ad atterrare all'aeroporto di Lisbona.
 Regno Unito
- Royal Air Force

la RAF utilizzò il P-38 solamente in test di valutazione.
 Stati Uniti
- United States Army Air Forces
- United States Navy

 Unione Sovietica
- Sovetskie Voenno-vozdušnye sily

La VVS operò con alcuni esemplari ex USAAF danneggiati e poi riparati ritrovati nell'Europa orientale.

### Civili
Colombia
- Instituto Geográfico Agustín Codazzi

## Esemplari attualmente esistenti
L'11 settembre 2010 si sono riuniti a Mather Airfiled quattro degli ultimi sette esemplari che conservano il certificato di aeronavigabilità:
- P-38F-1-LO Glacier Girl numero di serie 41-7630; costretto ad un atterraggio di emergenza il 15 luglio 1942 insieme allo squadrone a cui apparteneva, è stato recuperato nel 1992 dai ghiacci della Groenlandia e restaurato. Il recupero è stato documentato da History Channel. È l'unico P-38 volante a possedere le mitragliatrici originali[19].
- P-38L Thoughts of Midnight numero di serie 44-53095, marche NL38TF; nel 1946 viene rimosso dal servizio ed entra in servizio in Honduras, nel 1960 rientra negli Stati Uniti; dopo vari passaggi di proprietà, fra cui il Lone Star Flight Museum di Galveston (Texas) al 2010 appartiene alla Comanche Fighters di Houston[19].
- P-38L Ruff Stuff numero di serie 44-27231, marche N79123;restaurato per la prima volta nel 1984 acquista la colorazione mimetica e il nome di un pilota della Seconda guerra mondiale nel 2007[19].
- P-38L Honey Bunny numero di costruzione 7985, marche NL7723C; inizialmente costruito come fotoricognitore F-5G, il 22 marzo 1946 è stato acquistato dalla War Assets Administrtion e ritirato dal servizio ne 1948; è l'unico P-38 volante con i turbocompressori funzionanti[19].

Gli altri tre velivoli con certificato di aeronavigabilità sono:
- P-38 23 Skidoo
- P-38 basato negli Stati Uniti
- P-38F-5G Red Bull basato a Salisburgo è l'unico P-38 volante in Europa; in seguito ad un atterraggio di emergenza avvenuto il 25 giugno 2001 è stato venduto alla Red Bull nel 2005 e sottoposto ad un restauro che si è concluso nel 2008; da allora vola con i Flying Bulls[19].

Un esemplare dipinto di nero lucido è presente presso il War Eagle Museum di Santa Teresa, New Mexico.